# Sân bay M. R. Štefánik

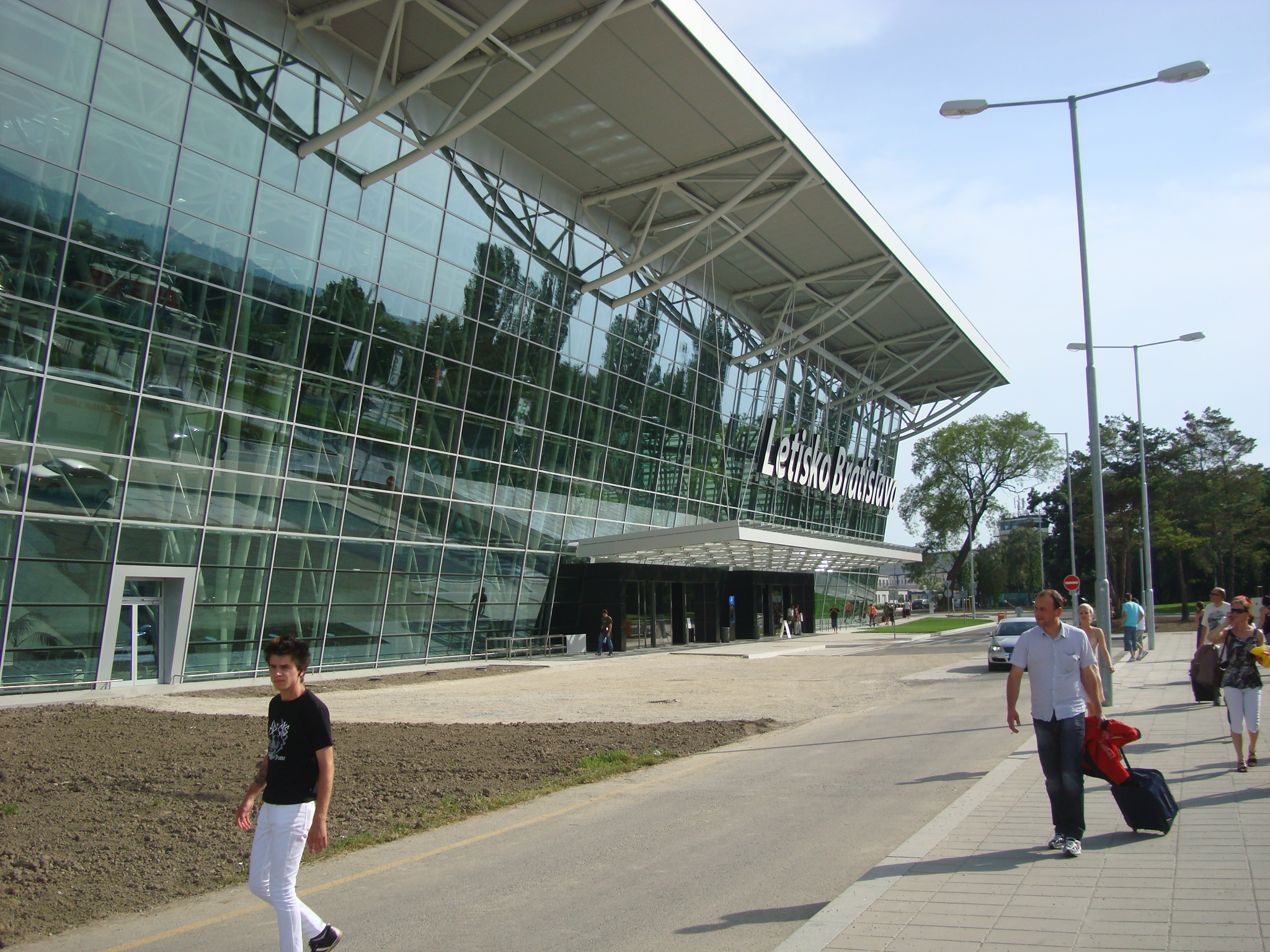
Sảnh đi

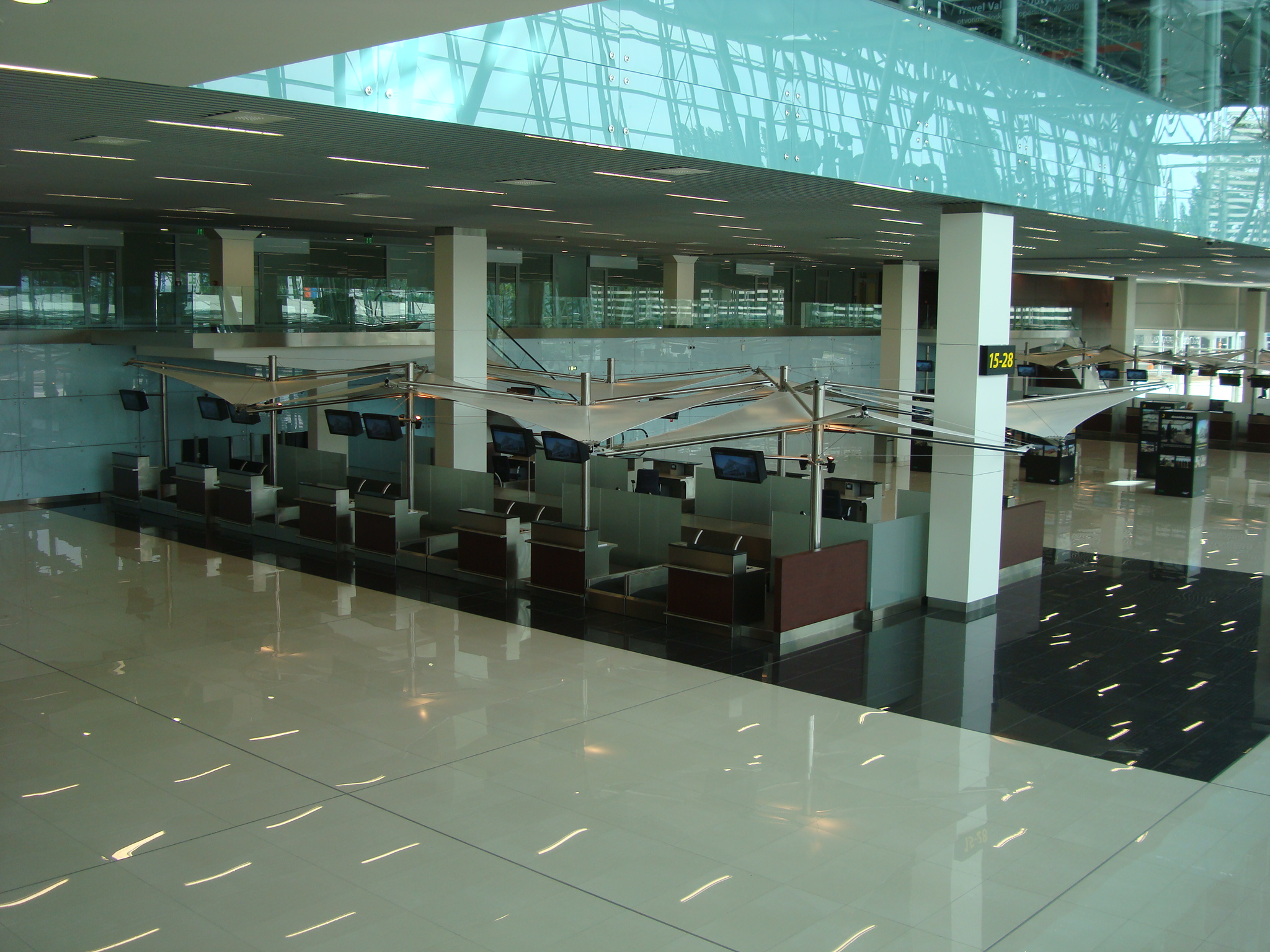
Khu vực check-in ở sân bay Bratislava

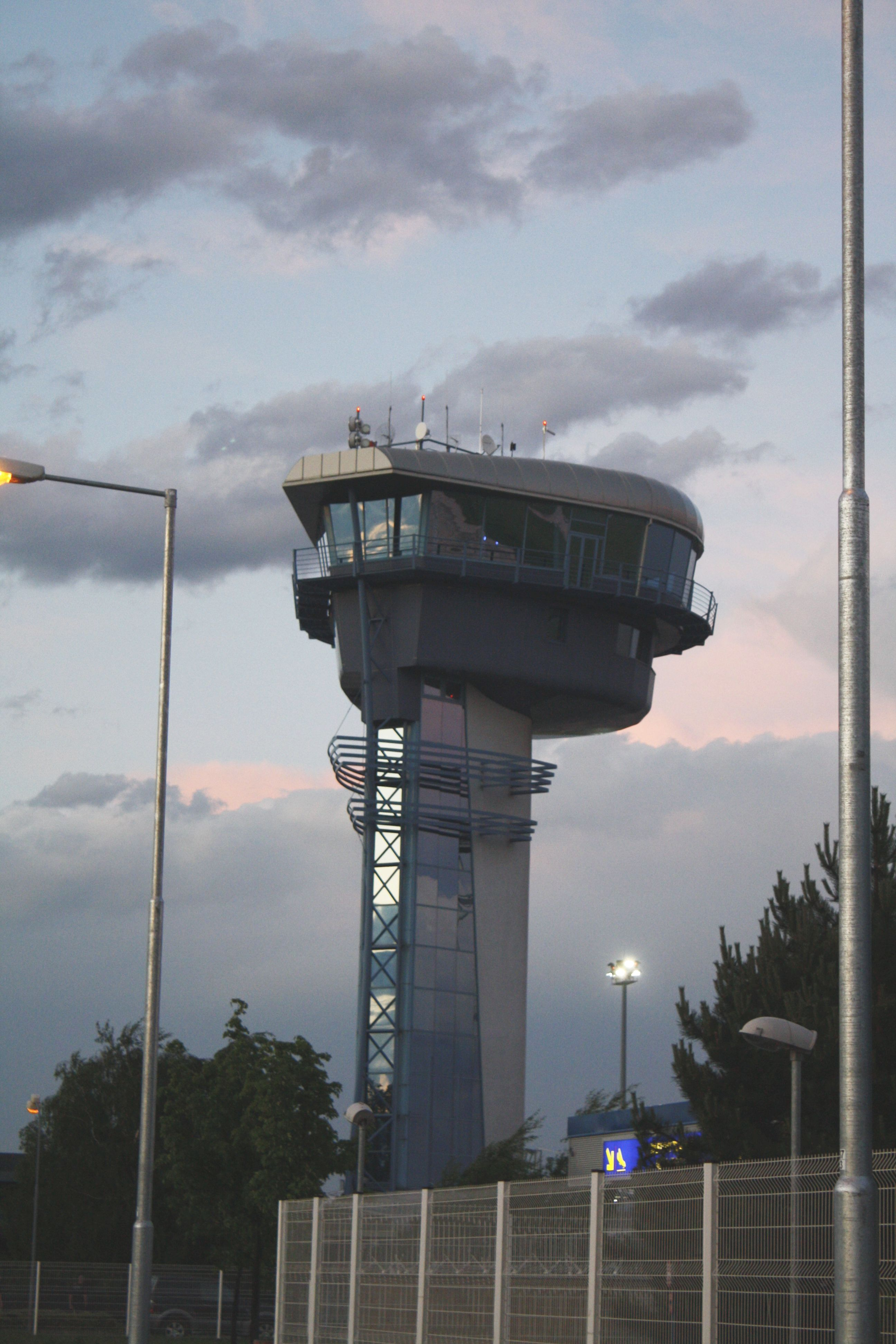
Đài kiểm soát không lưu

Sân bay M. R. Štefánik (tiếng Slovak: Letisko M. R. Štefánika) (IATA: BTS, ICAO: LZIB), cũng gọi là Sân bay Bratislava (tiếng Slovak: Letisko Bratislava) hay Bratislava-Ivanka, là một sân bay có khoảng cách 9 km (5,6 mi) về phía đông bắc của lâu đài Bratislava ở Bratislava, là sân bay quốc tế chính của Slovakia. Sân bay có các kết nối hàng không tới các điểm đến ở châu Âu, Trung Đông và Bắc Phi. Các chuyến bay được cung ứng bởi các hãng hàng không Czech Airlines, DanubeWings, El Al, Ryanair và UT Air.
Sân bay được đặt tên theo tướng Milan Rastislav Štefánik (từ năm 1993), người bị rơi máy bay gần Bratislava năm 1919. Cơ quan quản lý sân bay là Letisko M. R. Štefánika - Airport Bratislava, a.s. (BTS) một công ty TNHH đại chúng. Năm 2010, sân bay này phục vụ 1.665.644 lượt khách, tăng trung bình 19% hàng năm từ năm 2000 (nhưng giảm từ năm 2008). Đây là căn cứ hoạt động của các hãng AirExplore, Czech Airlines, DanubeWings, SAM Air - Sayegh Aviation Europe, Travel Service (Slovakia), Slovak Government Flying Service, OPERA JET và VR Jet; và đã là căn cứ hàng đầu của các hãng Air Slovakia, Seagle Air và SkyEurope Airlines cho đến khi các hãng này ngưng hoạt động trong năm 2009 và 2010.
Sân bay này hoạt động 24/24 giờ trong ngày.

## Hãng hàng không và tuyến bay

### Bay thường lệ
| Hãng hàng không                                    | Các điểm đến |
| -------------------------------------------------- | --- |
| Czech Airlines                                     | Amsterdam, Barcelona, Brussels, Larnaca, Paris-Charles de Gaulle, Rome-Fiumicino |
| DanubeWings                                        | Košice theo mùa: Dubrovnik, Split, Zadar |
| El Al                                              | Tel Aviv |
| Ryanair                                            | Beauvais, Bergamo, Birmingham, Bristol [bắt đầu lại từ 30/10], Brussels- South Charleroi, Dublin, Edinburgh, Gran Canaria, Liverpool, London-Luton, London-Stansted, Malaga, Rome-Ciampino theo mùa: Alicante, Alghero, Girona, Palma de Mallorca, Trapani |
| Travel Service (Slovakia) cung ứng bởi Smart Wings | Seasonal: Rhodos, Tel Aviv |
| UTair Aviation                                     | Moscow-Vnukovo |

### Bay thuê chuyến
mùa hè năm 2011: Air Arabia Egypt, AirExplore, Bulgarian Air Charter, DanubeWings, Nesma Airlines, Nouvelair, Onur Air, SAM Air (trước đây là Central Charter Airlines Slovakia), Sirocco Aviation (cung ứng bởi Denim Air), Sky Airlines, Travel Service Slovakia, Tunisair

### Vận chuyển hàng hóa
| Hãng hàng không                                  | Các điểm đến         |
| ------------------------------------------------ | -------------------- |
| DHL Aviation cung ứng bởi European Air Transport | Leipzig/Halle, Sofia |
| DHL Aviation cung ứng bởi Swiftair               | Brussels             |